# Championnats du monde de triathlon 2019
Navigation
Édition précédente Édition suivante
Les championnats du monde de triathlon 2019 sont composés d'une série de neuf courses organisées par la Fédération internationale de triathlon (ITU) dont une grande finale qui se déroule cette année à Lausanne en Suisse. Cette série porte le nom de Séries mondiales de triathlon (World Triathlon Series - WTS). Ces épreuves comportent aussi bien des courses au format M (distance olympique), soit 1 500 m de natation, 40 km de cyclisme et 10 km de course à pied, qu'au format S (sprint), soit 750 m de natation, 20 km de cyclisme et 5 km de course à pied et des courses en relais mixte (4X4). Les titres de champion et championne du monde de triathlon sur courte distance, sont octroyés aux triathlètes totalisant le plus grand nombre de points au classement général. Les titres pour les U23 (espoir) et les juniors s'attribuent sur une seule course qui se déroule généralement lors des journées de la grande finale du circuit. Les titres de champion du monde de paratriathlon ou en relais mixte sont octroyés sur une seule épreuve du calendrier.

## Organisation
Ces épreuves comportent aussi bien des courses au format M (distance olympique), soit 1 500 m de natation, 40 km de cyclisme et 10 km de course à pied, qu'au format S (sprint), soit 750 m de natation, 20 km de cyclisme et 5 km de course à pied et des courses en relais mixte (4X4). Les titres de champion et championne du monde de triathlon sur courte distance, sont octroyés aux triathlètes totalisant le plus grand nombre de points au classement général. Les titres pour les U23 (espoir) et les juniors s'attribuent sur une seule course qui se déroule généralement lors des journées de la grande finale du circuit. Les titres de champion du monde de paratriathlon ou en relais mixte sont octroyés sur une seule épreuve du calendrier.

## Calendrier
| Étape  | Date                     | Ville      | Pays        | M | S | R |
| ------ | ------------------------ | ---------- | ----------- | - | - | - |
| 1      | 8-9 mars                 | Abou Dabi  | Abou Dabi   |   | x | x |
| 2      | 27-28 avril              | Bermudes   | Bermudes    | x |   |   |
| 3      | 18-19 mai                | Yokohama   | Japon       | x |   |   |
| 4      | 8-9 juin                 | Leeds      | Royaume-Uni | x |   |   |
| R      | 15 juin                  | Nottingham | Royaume-Uni |   |   | x |
| 5      | 28-29 juin               | Montreal   | Canada      |   | x |   |
| 6      | 6-7 juillet              | Hambourg   | Allemagne   |   | x | x |
| 7      | 20-21 juillet            | Edmonton   | Canada      |   | x | x |
| R      | 18 août                  | Tokyo      | Japon       |   |   | x |
| Finale | 28 août au 1er septembre | Lausanne   | Suisse      | x |   |   |

## Résultats

### Abou Dabi
| Position           | Hommes          | Hommes | Hommes      | Femmes            | Femmes | Femmes      |
| Position           | Nom             | Pays   | Temps       | Nom               | Pays   | Temps       |
| ------------------ | --------------- | ------ | ----------- | ----------------- | ------ | ----------- |
| Médaille d'or      | Mario Mola      |        | 50 min      | Katie Zaferes     |        | 55 min 31 s |
| Médaille d'argent  | Alex Yee        |        | 52 min 3 s  | Taylor Spivey     |        | 55 min 57 s |
| Médaille de bronze | Fernando Alarza |        | 52 min 12 s | Jessica Learmonth |        | 56 min 6 s  |

| Rang               | Équipe | Temps           |
| ------------------ | --- | --------------- |
| Médaille d'or      | Australie | 1 h 24 min 16 s |
| Médaille d'or      | - Ashleigh Gentle 22 min 4 s - Luke Willian 20 min 15 s - Emma Jeffcoat 22 min 11 s - Jacob Birtwhistle 20 min 2 s | 1 h 24 min 16 s |
| Médaille d'argent  | États-Unis | 1 h 24 min 24 s |
| Médaille d'argent  | - Taylor Spivey 21 min 59 s - Ben Kanute 20 min 22 s - Katie Zaferes 21 min 50 s - Eli Hemming 20 min 22 s         | 1 h 24 min 24 s |
| Médaille de bronze | Nouvelle-Zélande                                                                                                   | 1 h 24 min 39 s |
| Médaille de bronze | - Ainsley Thorpe 22 min 18 s - Sam Ward 20 min 16 s - Sophie Corbidge 22 min 39 s - Hayden Wilde 19 min 32 s       | 1 h 24 min 39 s |

### Bermudes
| Position           | Hommes        | Hommes | Hommes          | Femmes            | Femmes | Femmes          |
| Position           | Nom           | Pays   | Temps           | Nom               | Pays   | Temps           |
| ------------------ | ------------- | ------ | --------------- | ----------------- | ------ | --------------- |
| Médaille d'or      | Dorian Coninx |        | 1 h 50 min 36 s | Katie Zaferes     |        | 1 h 59 min 52 s |
| Médaille d'argent  | Javier Gómez  |        | 1 h 50 min 38 s | Jessica Learmonth |        | 2 h 1 min 33 s  |
| Médaille de bronze | Gustav Iden   |        | 1 h 50 min 38 s | Joanna Brown      |        | 2 h 2 min 5 s   |

### Yokohama
| Position           | Homme          | Homme | Homme           | Femmes           | Femmes | Femmes          |
| Position           | Nom            | Pays  | Temps           | Nom              | Pays   | Temps           |
| ------------------ | -------------- | ----- | --------------- | ---------------- | ------ | --------------- |
| Médaille d'or      | Vincent Luis   |       | 1 h 43 min 21 s | Katie Zaferes    |        | 1 h 52 min 12 s |
| Médaille d'argent  | Henri Schoeman |       | 1 h 43 min 24 s | Summer Rappaport |        | 1 h 52 min 33 s |
| Médaille de bronze | Bence Bicsák   |       | 1 h 43 min 26 s | Taylor Spivey    |        | 1 h 53 min 29 s |

### Leeds
| Position           | Homme             | Homme | Homme           | Femmes               | Femmes | Femmes          |
| Position           | Nom               | Pays  | Temps           | Nom                  | Pays   | Temps           |
| ------------------ | ----------------- | ----- | --------------- | -------------------- | ------ | --------------- |
| Médaille d'or      | Jacob Birtwhistle |       | 1 h 45 min 12 s | Georgia Taylor-Brown |        | 1 h 55 min 46 s |
| Médaille d'argent  | Matthew McElroy   |       | 1 h 45 min 19 s | Katie Zaferes        |        | 1 h 55 min 57 s |
| Médaille de bronze | Javier Gómez      |       | 1 h 45 min 21 s | Jessica Learmonth    |        | 1 h 57 min 22 s |

### Nottingham
| Rang               | Équipe | Temps           |
| ------------------ | --- | --------------- |
| Médaille d'or      | Royaume-Uni | 1 h 23 min 13 s |
| Médaille d'or      | - Georgia Taylor-Brown 21 min 31 s - Ben Dijkstra 19 min 41 s - Sophie Coldwell 22 min 11 s - Alex Yee 19 min 52 s | 1 h 23 min 13 s |
| Médaille d'argent  | Suisse | 1 h 23 min 55 s |
| Médaille d'argent  | - Jolanda Annen 22 min 4 s - Max Studer 19 min 55 s - Alissa Konig 22 min 8 s - Adrien Briffod 19 min 49 s         | 1 h 23 min 55 s |
| Médaille de bronze | France | 1 h 24 min 3 s  |
| Médaille de bronze | - Émilie Morier 21 min 57 s - Dorian Coninx 19 min 51 s - Léonie Périault 22 min 9 s - Pierre Le Corre 20 min 8 s  | 1 h 24 min 3 s  |

### Montréal
| Position           | Hommes           | Hommes | Hommes      | Femmes               | Femmes | Femmes      |
| Position           | Nom              | Pays   | Temps       | Nom                  | Pays   | Temps       |
| ------------------ | ---------------- | ------ | ----------- | -------------------- | ------ | ----------- |
| Médaille d'or      | Jelle Geens      |        | 53 min 49 s | Katie Zaferes        |        | 58 min 15 s |
| Médaille d'argent  | Mario Mola       |        | 53 min 50 s | Georgia Taylor-Brown |        | 58 min 26 s |
| Médaille de bronze | Tyler Mislawchuk |        | 53 min 53 s | Jessica Learmonth    |        | 58 min 49 s |

### Hambourg
| Position           | Hommes            | Hommes | Hommes      | Femmes              | Femmes | Femmes      |
| Position           | Nom               | Pays   | Temps       | Nom                 | Pays   | Temps       |
| ------------------ | ----------------- | ------ | ----------- | ------------------- | ------ | ----------- |
| Médaille d'or      | Jacob Birtwhistle |        | 55 min 9 s  | Non Stanford        |        | 59 min 24 s |
| Médaille d'argent  | Vincent Luis      |        | 55 min 10 s | Cassandre Beaugrand |        | 59 min 31 s |
| Médaille de bronze | Jelle Geens       |        | 55 min 13 s | Summer Rappaport    |        | 59 min 42 s |

| Rang               | Équipe | Temps           |
| ------------------ | --- | --------------- |
| Médaille d'or      | France | 1 h 20 min 18 s |
| Médaille d'or      | - Émilie Morier 21 min 14 s - Léo Bergère 18 min 52 s - Cassandre Beaugrand 21 min 21 s - Vincent Luis 18 min 52 s    | 1 h 20 min 18 s |
| Médaille d'argent  | Allemagne | 1 h 20 min 20 s |
| Médaille d'argent  | - Laura Lindemann 20 min 54 s - Valentin Wernz 19 min 21 s - Nina Eim 21 min 18 s - Justus Nieschlag 18 min 50 s      | 1 h 20 min 20 s |
| Médaille de bronze | Australie | 1 h 20 min 43 s |
| Médaille de bronze | - Natalie Van Coevorden 21 min 6 s - Aaron Royle 19 min 5 s - Ema Jeffcoat 21 min 26 s - Jacob Birtwhistle 19 min 8 s | 1 h 20 min 43 s |

### Edmonton
| Position           | Hommes            | Hommes | Hommes      | Femmes           | Femmes | Femmes         |
| Position           | Nom               | Pays   | Temps       | Nom              | Pays   | Temps          |
| ------------------ | ----------------- | ------ | ----------- | ---------------- | ------ | -------------- |
| Médaille d'or      | Jonathan Brownlee |        | 54 min 52 s | Emma Jackson     |        | 1 h 1 min 23 s |
| Médaille d'argent  | Mario Mola        |        | 54 min 57 s | Summer Rappaport |        | 1 h 1 min 25 s |
| Médaille de bronze | Marten Van Riel   |        | 55 min 2 s  | Ashleigh Gentle  |        | 1 h 1 min 27 s |

| Rang               | Équipe | Temps           |
| ------------------ | --- | --------------- |
| Médaille d'or      | Nouvelle-Zélande                                                                                                   | 1 h 20 min 14 s |
| Médaille d'or      | - Ainsley Thorpe 20 min 41 s - Tayler Reid 19 min 5 s - Nicole Van Der Kaay 21 min 24 s - Hayden Wilde 19 min 17 s | 1 h 20 min 14 s |
| Médaille d'argent  | Royaume-Uni | 1 h 20 min 20 s |
| Médaille d'argent  | - Sophie Coldwell 20 min 34 s - Jonathan Brownlee 18 min 56 s - India Lee 21 min 54 s - Gordon Benson 19 min 12 s  | 1 h 20 min 20 s |
| Médaille de bronze | États-Unis | 1 h 20 min 30 s |
| Médaille de bronze | - Summer Rappaport 20 min 27 s - Seth Rider 19 min 21 s - Taylor Knibb 21 min 35 s - Morgan Pearson 19 min 21 s    | 1 h 20 min 30 s |

### Tokyo
| Rang               | Équipe | Temps           |
| ------------------ | --- | --------------- |
| Médaille d'or      | France | 1 h 26 min 33 s |
| Médaille d'or      | - Cassandre Beaugrand 22 min 12 s - Pierre Le Corre 21 min 2 s - Léonie Périault 22 min 33 s - Dorian Coninx 20 min 46 s | 1 h 26 min 33 s |
| Médaille d'argent  | Royaume-Uni | 1 h 26 min 33 s |
| Médaille d'argent  | - Jessica Learmonth 21 min 50 s - Gordon Benson 21 min 9 s - Georgia Taylor-Brown 22 min 48 s - Alex Yee 20 min 46 s     | 1 h 26 min 33 s |
| Médaille de bronze | États-Unis | 1 h 27 min 9 s  |
| Médaille de bronze | - Summer Rappaport 22 min 13 s - Seth Rider 21 min 2 s - Tamara Gorman 22 min 37 s - Ben Kanute 21 min 17 s              | 1 h 27 min 9 s  |

### Finale: Lausanne
| Position           | Hommes               | Hommes | Hommes          | Femmes               | Femmes | Femmes         |
| Position           | Nom                  | Pays   | Temps           | Nom                  | Pays   | Temps          |
| ------------------ | -------------------- | ------ | --------------- | -------------------- | ------ | -------------- |
| Médaille d'or      | Kristian Blummenfelt |        | 1 h 50 min 47 s | Katie Zaferes        |        | 2 h 2 min 45 s |
| Médaille d'argent  | Mario Mola           |        | 1 h 51 min 3 s  | Jessica Learmonth    |        | 2 h 2 min 49 s |
| Médaille de bronze | Fernando Alarza      |        | 1 h 51 min 18 s | Georgia Taylor-Brown |        | 2 h 3 min 3 s  |

## Classements généraux
- Classement général 2019[14],[15]

### Championnat du monde élite
| Rang               | Nom                  | Points |
| ------------------ | -------------------- | ------ |
| Médaille d'or      | Vincent Luis         | 5095   |
| Médaille d'argent  | Mario Mola           | 4939   |
| Médaille de bronze | Javier Gómez         | 4533   |
| 4                  | Fernando Alarza      | 4395   |
| 5                  | Marten Van Riel      | 3659   |
| 6                  | Jacob Birtwhistle    | 3433   |
| 7                  | Henri Schoeman       | 3148   |
| 8                  | Léo Bergère          | 3042   |
| 9                  | Gustav Iden          | 3028   |
| 10                 | Kristian Blummenfelt | 2892   |

| Rang               | Nom                  | Points |
| ------------------ | -------------------- | ------ |
| Médaille d'or      | Katie Zaferes        | 6175   |
| Médaille d'argent  | Jessica Learmonth    | 5326   |
| Médaille de bronze | Georgia Taylor-Brown | 5191   |
| 4                  | Taylor Spivey        | 4651   |
| 5                  | Summer Rappaport     | 3589   |
| 6                  | Rachel Klamer        | 3586   |
| 7                  | Non Stanford         | 3435   |
| 8                  | Cassandre Beaugrand  | 2548   |
| 9                  | Annamaria Mazzetti   | 2456   |
| 10                 | Laura Lindemann      | 2427   |

### Championnats du monde U23 (Espoir)
| Rang               | Nom                      | Temps           |
| ------------------ | ------------------------ | --------------- |
| Médaille d'or      | Roberto Sánchez Mantecón | 1 h 50 min 20 s |
| Médaille d'argent  | Csongor Lehmann          | 1 h 50 min 36 s |
| Médaille de bronze | Ran Sagiv                | 1 h 50 min 50 s |

| Rang               | Nom            | Temps          |
| ------------------ | -------------- | -------------- |
| Médaille d'or      | Émilie Morier  | 2 h 4 min 1 s  |
| Médaille d'argent  | Olivia Mathias | 2 h 4 min 8 s  |
| Médaille de bronze | Lisa Tertsch   | 2 h 4 min 32 s |